# Dickenson County
Dickenson County är ett administrativt område i delstaten Virginia, USA, med 15 903 invånare. Den administrativa huvudorten (county seat) är Clintwood. 

## Geografi
Enligt United States Census Bureau så har countyt en total area på 864 km². 859 km² av den arean är land och 5 km² är vatten.    

### Angränsande countyn
- Buchanan County - nordost
- Russell County - sydost
- Wise County - sydväst
- Pike County, Kentucky - nordväst